# Bengerstorf
Bengerstorf är en kommun i Landkreis Ludwigslust-Parchim i förbundslandet Mecklenburg-Vorpommern i Tyskland. 
Kommunen bildades den 1 januari 2005 genom en sammanslagning av de tidigare kommunerna Klein Bengerstorf med Ortsteil Groß Bengerstorf och Wiebendorf.
Kommunen ingår i kommunalförbundet Amt Boizenburg-Land tillsammans med kommunerna Besitz, Brahlstorf, Dersenow, Gresse, Greven, Neu Gülze, Nostorf, Schwanheide, Teldau och Tessin bei Boizenburg.